# 石壁坑 (臺中市)
石壁坑，是臺灣臺中市東勢區的一個傳統地域名稱，位於該區西北部。相較於今日行政區，其範圍大致為明正里不含西南端一小塊地及東北部。

## 歷史
台灣清治末期，石壁坑地區為一街庄，稱為「石壁坑庄」，隸屬於捒東上堡。該庄北隔大安溪與鯉魚潭庄、罩蘭庄為界，東及南與石圍墻庄為鄰，西邊為牛稠坑庄、圳藔庄、七塊厝庄。。
1901年（日明治三十四年）11月，全台廢縣廳改設二十廳，該庄隸屬於臺中廳。1903年（明治三十六年）6月，該庄編入「校栗埔區」，仍隸屬於臺中廳。1909年（明治四十二年）10月，全台二十廳合併為十二廳，校栗埔區隸屬不變。1920年（大正九年），全台地方制度大改正，該庄改制為「石壁坑」大字，隸屬於臺中州東勢郡東勢庄。1933年，東勢庄升格為東勢街。
戰後東勢街改制為東勢鎮，隸屬於臺中縣，大字亦改制為里。1950年10月，中、彰、投分治，東勢鎮隸屬不變。2010年12月，隨著臺中縣、市合併為直轄臺中市，東勢鎮改制為東勢區。

## 聚落
本地區發展較早的聚落為石壁坑，在日治期初期的官方地圖上已有記載。此外，本地區尚有水尾、新興、上坑、下園墩、新田、天花井、罩蘭崎等聚落。

## 交通
省道台3線（東蘭路）俗稱「內山公路」，是臺北至屏東的幹道，大致以北北西—南南東走向轉北北東—南南西走向經過石壁坑地區東部邊界南段。由該道路向北北西繞大彎轉東再轉東北可前往卓蘭、大湖、汶水、獅潭等地，向南南西轉東南東再轉南南東可前往東勢市區，再轉西北可前往石岡，再轉西南可前往豐原等地。
區道中40線（永盛巷）是后里至圓屯的道路，大致以西向東轉東南再轉東北再轉東南東蜿蜒經過本地區中部偏北。由該道路向西可刪往圳寮並止於台鐵后里車站前的市道132號終點路口，向東南東可前往石圍墻東北部並止於省道台3線路口。

## 學校
- 明正國小